# インサイダーズ/内部者たち
『インサイダーズ／内部者たち』（インサイダーズ／ないぶしゃたち、原題：내부자들）は、2015年公開の韓国映画。韓国ではR指定作品として『アジョシ』などを抜き、歴代最高の観客動員数を記録した社会派サスペンスムービー。日本ではR15+指定作品となっている。原作は『黒く濁る村』などで知られる作家ユン・テホによる3か月で連載中止となった同名のウェブ漫画で、監督のウ・ミンホが脚本も担当した。

## ストーリー
財閥系の自動車会社であるミレ自動車のオ会長（キム・ホンパ）は大統領選挙を控えるチャン・ピル議員（イ・ギョンヨン）に裏金を流し、政界を牛耳ろうとしていた。その関係を裏で取り仕切るのは、新聞社祖国日報の主幹であるイ・ガンヒ（ペク・ユンシク）。ガンヒの元で悪事を代行するチンピラ、アン・サング（イ・ビョンホン）は裏金の証拠となるファイルを入手し議員を脅そうとするが失敗し、腕を切り落とされてしまう。一方、裏金の証拠を追っていた検事のウ・ジャンフン（チョ・スンウ）は証拠のファイルをサングに横取りされてしまい、自身も左遷される。サングがファイルのコピーを持っていることを確信するジャンフンはサングに復讐を持ちかけ、財界・政界・メディアを取り巻く大スキャンダルを暴こうとする。

## キャスト
- アン・サング：イ・ビョンホン (阪口周平)
- ウ・ジャンフン：チョ・スンウ (福田賢二)
- イ・ガンヒ：ペク・ユンシク（朝鮮語版） (原康義)
- チャン・ピル：イ・ギョンヨン（朝鮮語版）
- オ・ジョンス：キム・ホンパ（朝鮮語版）
- パン捜査官：チョ・ジェユン（朝鮮語版）
- パク・ジョンパル：ペ・ソンウ
- コ・サンチョル：キム・デミョン

## 受賞

### 2015年度
- 第10回アジア・フィルム・アワード：主演男優賞（イ・ビョンホン）
- 第15回ニューヨーク・アジアン映画祭：アジアスター賞（イ・ビョンホン）
- 第37回青龍映画賞：最優秀作品賞
- 第37回青龍映画賞：主演男優賞（イ・ビョンホン）
- 第52回百想芸術大賞：最優秀演技賞（イ・ビョンホン）
- 第53回大鐘賞：最優秀作品賞
- 第53回大鐘賞：監督賞（ウ・ミンホ）
- 第53回大鐘賞：シナリオ賞（ウ・ミンホ）
- 第53回大鐘賞：男優主演賞（イ・ビョンホン）
- 第53回大鐘賞：技術賞（キム・ウォングク）
- 第36回韓国映画評論家協会賞：映画評論家10選[3]
- 第36回韓国映画評論家協会賞：男優賞（イ・ビョンホン）
- 第25回釜日映画賞：主演男優賞（イ・ビョンホン）
- 第3回韓国映画批評家協会賞：最優秀作品賞
- 第3回韓国映画批評家協会賞：主演男優賞（イ・ビョンホン）
- 第3回韓国映画批評家協会賞：編集賞（キム・サンボム、キム・ジェボム）